# الدمينة (مديرية التعزية)
الدمينه هي إحدى قرى الجمهورية اليمنية. وهي تتبع جغرافيًا لمحافظة تعز. وإداريًا لمديرية التعزية. يبلغ تعداد سكانها 1297 نسمة حسب الإحصاء الذي جرى عام 2004.